# Marie-Alphonse-Théodore-René-Adrian Desmazes
Marie-Alphonse-Théodore-René-Adrian Desmazes, francoski general, * 1881, † 1955.